# Ocean Way Recording
Ocean Way Recording è una serie di studi di registrazione di Hollywood e Nashville. Gli Ocean Way Studios sono rinomati nell'industria musicale grazie ai numerosi e multi-premiati album prodotti.

## Storia
In origine gli studi di registrazione si chiamavano United Western studios, furono costruiti nel 1952 e ospitarono molte sessioni di registrazione negli anni '60 e '70, inclusa "I Can't Stop Loving You" nella versione di Ray Charles, Good Vibrations dei Beach Boys, "It Was a Very Good Year" di Frank Sinatra, oltre a "California Dreamin'" dei Mamas & Papas.
Bill Putnam, il proprietario originale, vendette tutto a Allen Sides nel 1985, che rinominò gli studi in Ocean Way Recording. Nel 1999, gli edifici dell'originale Ocean Way/Western Recorders siti al 6000 di Sunset Blvd. furono venduti alla Cello Recording Studios, e Sides mantenne il fabbricato sito al 6050 di Sunset Blvd.
Furono in seguito aggiunti a quelli già in possesso della Ocean Way altri due studi, uno nel 1988, il Record One sito a Sherman Oaks, Los Angeles e l'altro nel 1997, l'Ocean Way/Nashville, aperto nel famoso quartiere "Music Row" di Nashville. Quest'ultimo studio fu in seguito venduto all'Università di Belmont. L'Ocean Way Recording attualmente svolge la sua attività in due località: Hollywood e Sherman Oaks.